# Atrax
Atrax (лат.) — род мигаломорфных пауков из семейства Hexathelidae. Эндемичен для Австралии. Род был выделен Октавиусом Пикардом-Кембриджем в 1877 году для вида Atrax robustus.

## Классификация
По состоянию на январь 2016 года в род включают следующие виды:
- Atrax robustus O.P.-Cambridge, 1877 — Sydney Basin, Новый Южный Уэльс
- Atrax yorkmainorum Gray, 2010 — Канберра, юг Нового Южного Уэльса
- Atrax sutherlandi Gray, 2010 — южное побережье Нового Южного Уэльса, East Gippsland (штат Виктория)

## Примечания

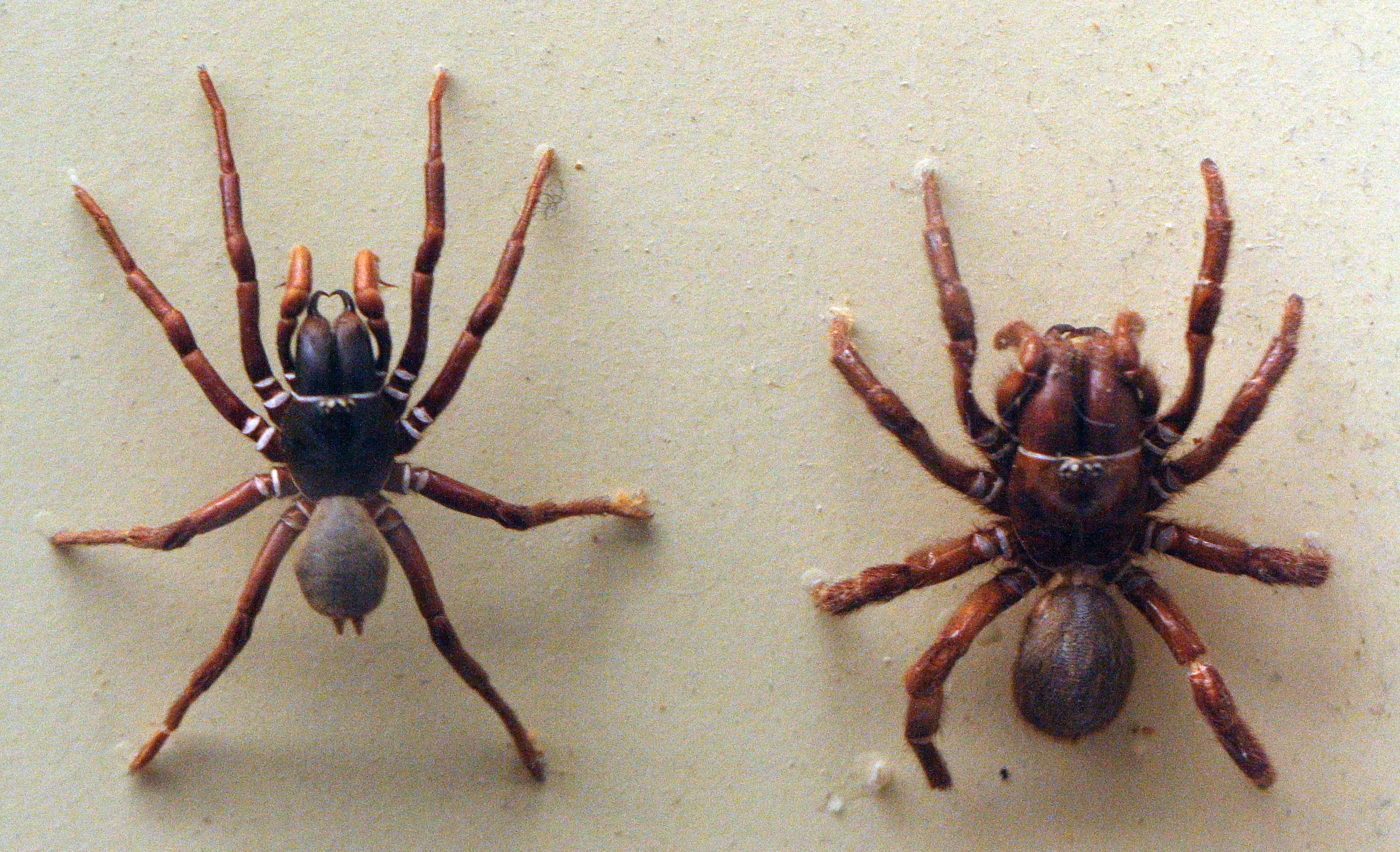
Atrax sutherlandi, самец и самка